# 18647 Václavhübner
18647 Václavhübner là một tiểu hành tinh vành đai chính với chu kỳ quỹ đạo là 1476.8889646 ngày (4.04 năm).
Nó được phát hiện ngày 21 tháng 3 năm 1998.